# Zabalius robustus
Zabalius robustus är en insektsart som beskrevs av Max Beier 1954. Zabalius robustus ingår i släktet Zabalius och familjen vårtbitare. Inga underarter finns listade i Catalogue of Life.